# Lydia Rotich
Lydia Chebet Rotich (* 8. August 1988 im Keiyo District) ist eine kenianische Leichtathletin, die sich auf den Hindernislauf spezialisiert hat. Ihren größten Erfolg feierte sie mit dem Gewinn der Bronzemedaille bei den Afrikameisterschaften 2010 sowie einem vierten Platz bei den Weltmeisterschaften im Jahr darauf in Daegu.

## Sportliche Laufbahn
Erste internationale Erfahrungen sammelte Lydia Rotich im Jahr 2009, als sie beim IAAF World Athletics Final in Thessaloniki in 9:26,94 min den fünften Platz über 3000 m Hindernis belegte. Im Jahr darauf wurde sie beim Shanghai Golden Grand Prix in 9:21,38 min Dritte, wie auch bei den Bislett Games in Oslo in 9:18,03 min sowie bei der Golden Gala in Rom in 9:19,01 min. Im August gewann sie bei den Afrikameisterschaften in Nairobi in 9:37,32 min die Bronzemedaille hinter ihrer Landsfrau Milcah Chemos Cheywa und Sofia Assefa aus Äthiopien. Kurz darauf wurde sie bei der DN Galan in Stockholm in 9:21,25 min Dritte, wie auch beim London Grand Prix in 9:23,68 min. Im Jahr darauf gelangte sie zum Saisonauftakt bei der Doha Diamond League mit 9:19,20 min auf Rang drei und Ende August belegte sie bei den Weltmeisterschaften in Daegu mit 9:25,74 min im Finale den vierten Platz. 2012 nahm sie an den Olympischen Sommerspielen in London teil und schied dort mit 9:42,03 min im Vorlauf über 3000 m Hindernis aus. Von 2013 bis 2015 bestritt sie nur vereinzelt Wettkämpfe, nahm dann aber 2016 erneut an den Olympischen Sommerspielen in Rio de Janeiro teil und gelangte dort mit 9:29,90 min im Finale auf Rang 13. Seitdem ist sie unregelmäßig als Straßenläuferin aktiv.
2016 wurde Rotich kenianische Meisterin im 3000-Meter-Hindernislauf.

## Persönliche Bestzeiten
- 3000 m Hindernis: 9:18,03 min, 4. Juni 2010 in Oslo
- Halbmarathon: 1:10:57 h, 23. April 2017 in Shanghai